# Jo Jones
Jo Jones (Chicago, 7 oktober 1911 – New York, 3 september 1985) was een Amerikaans jazzdrummer die veel invloed uitoefende op latere jazzmusici.
Jones werd geboren als Jonathan Jones in Chicago (Illinois). Toen hij naar Alabama verhuisde leerde hij verschillende instrumenten te bespelen, onder meer saxofoon, piano, en drums. Hij werkte als drummer en  tapdanser bij carnavals tot hij zich in de late jaren twintig aansloot bij de band van Walter Page, The Blue Devils in Oklahoma City. In 1933 werd hij de drummer van Count Basie's band. Jones nam een korte onderbreking van twee jaar toen hij in het leger zat. Hij speelde met de band tot 1948 en speelde in de Jazz At The Philharmonic-sessies. 
Jones verliet de band in de late jaren 40 en begon voor zichzelf. Jones wordt beschouwd als een van de beste jazzdrummers uit het swing-era, en vertaler van oude jazz naar moderne jazz. Hij had een enorme invloed op belangrijke drummers zoals de Buddy Rich, Kenny Clarke, Roy Haynes, Max Roach en Louie Bellson. Hij verscheen ook in verschillende films, waaronder 'Jammin The Blues' in 1944.
- Biblioteca Nacional de España: XX1097144
- Bibliothèque nationale de France: cb138957317 (data)
- Gemeinsame Normdatei: 134419510
- International Standard Name Identifier: 0000 0000 8078 3164
- Library of Congress Control Number: n85369941
- MusicBrainz: ceda2457-e16f-4938-a276-af854b20b22a
- Nationale Bibliotheek van Tsjechië: ola2002157323
- Nationale Bibliotheek van Israël: 987007411810905171
- Nederlandse Thesaurus van Auteursnamen: 098259733
- Istituto Centrale per il Catalogo Unico: MODV279160
- SNAC: w6g741gs
- Système universitaire de documentation: 078532086
- Virtual International Authority File: 223144783148250911768
- WorldCat: E39PCjCWc7GfWBqPHgvGWqkj3P